# 辻雅司
辻 雅司（つじ まさじ）は、日本の水産・食品ジャーナリストであり、在野の水産食品経済学者 。カニ風味かまぼこ（カニカマ）の経済分野では、唯一の研究者。

## 略歴
日本大学大学院農業経済研究科研究生修了。博士（生物資源科学）。水産ジャーナリスト、東京海洋大学客員教授、元・日本大学生物資源科学部非常勤講師、元・農林農水産省独立行政法人評価委員会水産分科会長、元・農林水産省国立研究開発法人審議会水産分科会専門委員、水産庁お魚かたりべ。元日本フードシステム学会理事、カニ風味かまぼこ（カニカマ）の経済学で唯一の研究者。。
漁業経済学会奨励賞、地域漁業経済学会奨励賞、日本大学生物資源科学部長学術表彰、大日本水産会水産功績者表彰。

## 著書
- 「地域創生時代小説『箱館風祭り―立待ち岬物語』」 全205頁　漁協経営センター出版部北斗書房。(みやび・つかさ名義)（2016）
- 「バイオサイエンス小説　禁断のメタン菌」 全219頁　農林統計出版(みやび・つかさ名義)（2009）
- 「中小食品企業のイノベーション読本」全210頁　農林統計出版（2008）
- 「魚の国見聞録（１）海外視察四方山話集」　全208頁 水産経営技術研究所(2005)
- 「技術革新による水産食品の産業発展とグローバル化－カニ風味蒲鉾を中心として」　全177頁. 水産タイムズ社(2004)
- 「水産業とイノベーション戦略―先進国水産漁業のあるべき姿を構築せよ」　全255頁　水産タイムズ社(2003)
- 「水産業とＩＴ革命」　全217頁 水産タイムズ社(2000)
- 「カニカマ・ゼネレーション―カニ風味蒲鉾が時代を拓く」全170頁  水産タイムズ社(1995)

## 共著
- 鈴木たね子、辻雅司：「和食食材かまぼこの世界」,120頁,農林統計出版．（2014）
- 回転寿司産業の現状と今後の方向性,57-76頁「マグロのフードシステム」日本フードシステム学会編 全102頁 農林統計協会　小野征一郎、辻雅司、婁小波、日高健、山本尚俊、佐藤安男：(2006)
- 「中小食品企業のマーケティング読本」(全国いか加工業協同組合40周年記念), 全196頁 農林統計協会　中島正道、辻雅司編著：(2006)

## 論文
- 平成26年実践総合農学会シンポジウム報告：日本発国際食品となったカニカマの各国に広がり―輸出を経て各国での産業移転の過程をみる―：食と環境：実践総合農学会・東京農業大学,№15,77-79頁.辻雅司:平成27年2月（2015）
- 平成19年度地域漁業学会大会シンポジウム報告：水産ねり製品におけるブランド継承と地産原料に関する考察: 地域漁業研究,第48巻第３号,13-30頁．平成20年6月（2008）
- 中小食品業とイノベーション. イノベーション・マネジメント研究, No４.信州大学経営大学院. 2008. 1-21頁.辻雅司：平成20年3月（2008）
- 水産業のIT取引の現況と課題―ＢtoＢを中心に―, イノベーション・マネジメント研究, No３.信州大学経営大学院,12‐22頁.辻雅司：平成19年３月（2007）
- 廃食油の燃料化の現状と利用の課題－環境に優しい生物資源系エネルギー促進についての考察－人間科学研究,日本大学生物資源科学部.第４号,p1-24.中島正道、辻　雅司：平成19年3月（2007）
- カニ風味蒲鉾の市場類型と企業活動. 地域漁業研究, 45(１),119-136頁.辻雅司：平成16年10月（2004）
- 冷凍すり身産業の展開と国際化の課題. 漁業経済研究, 43(1),p19-40.辻雅司：平成15年6月（2003）
- カニ風味蒲鉾のグローバル化と各国での受容性. 地域漁業研究,43巻第２号, 67-87頁.辻雅司：平成15年2月（2003）
- カツオのたたき産業における技術革新と遠洋カツオ漁業の構造変化－産地イノベーションとその波及過程の論理.食品経済研究,31,67-85頁.辻雅司：平成15年3月（2003）
- カニ風味蒲鉾の開発・製品改革とカニカマ産業の確立.食品経済研究、30,17-38頁.辻雅司：平成14年3月(2002)
- イセエビ人工魚礁の実験的考察.水産土木, 12(2), 5-10頁.小川良徳、新井健次、辻　雅司：昭和51年6月（1976）